# Subprefectura de Santana
La subprefectura de Santana es una de las 32 subprefecturas de la ciudad de São Paulo, siendo regida por la Ley Nº 13,999 del 1 de agosto del 2002.
Está conformada por tres distritos: Santana, Tucuruvi y Mandaqui que sumados representan un área de 34.7 kilómetros cuadrados y una población de 324,815 habitantes.